# Ulugh Muztagh
Ulugh Muztagh (či Ulug Muztag) je hora o nadmořské výšce 6973 metrů v pohoří Kchun-lun-šan v Čínské lidové republice.
Nachází se na dlouhé hranici mezi autonomní oblastí Sin-ťiang na severu a Tibetem (okres Nyima) na jihu ve střední části Arakanských hor (pohoří Převalského), v centrální části pohoří Kchun-lun-šan.
Nadmořská výška hory je udávána na starších mapách 7723 metrů, 7724 metrů či 7754 metrů. Teprve v roce 1985, kdy se uskutečnil prvovýstup, byla udaná správná hodnota nadmořské výšky - kolem 750 až 781 metrů nižší nadmořská výška.
První výstup na Ulugh Muztagh uskutečnila dne 21. října 1985 americko-čínská expedice. Horu zdolali horolezci Hu Fengling, Zhang Baohua, Ardaxi, Mamuti a Wu Qiangxing.
Jméno hory znamená "velká ledová hora" v urgurštině ulu - veliká, muz - led, tag - hora.